# جون بلير سميث تود
جون بلير سميث تود (بالإنجليزية: John Blair Smith Todd)‏ هو محامي وضابط وسياسي أمريكي، ولد في 4 أبريل 1814 في ليكسينغتون في الولايات المتحدة، وتوفي في 5 يناير 1872 في مقاطعة يانكتون في الولايات المتحدة.